# Indische Cricket-Nationalmannschaft in den West Indies in der Saison 2009
Die Tour der indischen Cricket-Nationalmannschaft in die West Indies in der Saison 2009 fand vom 26. Juni bis zum 5. Juli statt. Die internationale Cricket-Tour war Teil der internationalen Cricket-Saison 2009 und umfasste eine aus vier Spielen bestehende ODI-Serie, die Indien 2-1 gewann.

## Vorgeschichte
Für beide Mannschaften war es die erste Tour der Saison. Indien spielte zuvor eine Serie in Neuseeland, die West Indies hatten England zu Gast.

## Stadien
Die folgenden Stadien wurden für die Tour als Austragungsort vorgesehen und am 24. April 2009 festgelegt.
| Stadt      | Land        | Stadion            | Kapazität | Spiele      |
| ---------- | ----------- | ------------------ | --------- | ----------- |
| Kingston   | Jamaika     | Sabina Park        | 20.000    | 1. & 2. ODI |
| Gros Islet | Saint Lucia | Beausejour Stadium | 20.000    | 3. & 4. ODI |

## Kader
Indien benannte seinen Kader am 17. Juni 2009, die West Indies am 20. Juni 2009.
| West Indies | Indien |
| --- | --- |
| - Chris Gayle (K) - Denesh Ramdin (wk) - Lionel Baker - Darren Bravo - Dwayne Bravo - Sulieman Benn - David Bernard - Shivnarine Chanderpaul - Narsingh Deonarine - Runako Morton - Ravi Rampaul - Ramnaresh Sarwan - Jerome Taylor | - MS Dhoni (K & wk) - Yuvraj Singh (VK) - Subramaniam Badrinath - Gautam Gambhir - Harbhajan Singh - Ravindra Jadeja - Dinesh Karthik - Praveen Kumar - Abhishek Nayar - Ashish Nehra - Pragyan Ojha - Yusuf Pathan - Ishant Sharma - Rohit Sharma - R. P. Singh - Murali Vijay |

## One-Day Internationals

### Erstes ODI in Kingston
| 26. Juni Scorecard | Kingston | Indien 339-6 (50)          | – | West Indies 319 (48.1) |
|                    |          | Indien gewinnt mit 20 Runs |   |                        |

Die West Indies wurden auf Grund einer zu langsamen Spielweise mit einer Geldstrafe belegt.

### Zweites ODI in Kingston
| 28. Juni Scorecard | Kingston | Indien 188 (48.2)                 | – | West Indies 192-2 (34.1) |
|                    |          | West Indies gewinnt mit 8 Wickets |   |                          |

### Drittes ODI in Gros Islet
| 3. Juli Scorecard | Gros Islet | West Indies 186-7 (27)                    | – | Indien 159-4 (21.5) |
|                   |            | Indien gewinnt mit 6 Wickets (D/L method) |   |                     |

### Viertes ODI in Gros Islet
| 5. Juli Scorecard | Gros Islet | West Indies 27-1 (7.3) | – | Indien |
|                   |            | No Result              |   |        |

Das Spiel wurde aufgrund von Regen abgebrochen.

## Statistiken
Die folgenden Cricketstatistiken wurden bei dieser Tour erzielt.
| ODIs             | ODIs        | ODIs    | ODIs    | ODIs    | ODIs    | ODIs    | ODIs    | ODIs    |
| Batting          | Batting     | Batting | Batting | Batting | Batting | Batting | Batting | Batting |
| Spieler          | Mannschaft  | Spiele  | Innings | Runs    | Average | HS      | 100s    | 50s     |
| ---------------- | ----------- | ------- | ------- | ------- | ------- | ------- | ------- | ------- |
| MS Dhoni         | Indien      | 4       | 3       | 182     | 91,00   | 95      | 0       | 1       |
| Yuvraj Singh     | Indien      | 4       | 3       | 168     | 56,00   | 131     | 1       | 0       |
| Runako Morton    | West Indies | 4       | 4       | 161     | 80,50   | 85*     | 0       | 1       |
| Ramnaresh Sarwan | West Indies | 4       | 4       | 134     | 44,66   | 62      | 0       | 1       |
| Chris Gayle      | West Indies | 4       | 4       | 128     | 32,00   | 64      | 0       | 1       |
| Bowling          |             |         |         |         |         |         |         |         |
| Spieler          | Mannschaft  | Spiele  | Overs   | Wickets | Average | BBI     | 5W      | 10W     |
| Ashish Nehra     | Indien      | 4       | 19.4    | 6       | 19,16   | 3/21    | 0       | 0       |
| Dwayne Bravo     | West Indies | 4       | 23      | 6       | 19,83   | 3/26    | 0       | 0       |
| Ravi Rampaul     | West Indies | 3       | 14      | 4       | 15,75   | 4/37    | 0       | 0       |
| Yusuf Pathan     | Indien      | 4       | 14      | 4       | 24,75   | 3/56    | 0       | 0       |
| Jerome Taylor    | West Indies | 4       | 23.1    | 4       | 37,00   | 3/35    | 0       | 0       |

## Player of the Series
Als Player of the Series wurden die folgenden Spieler ausgezeichnet.
| Serie | Player of the Series |
| ----- | -------------------- |
| ODI   | MS Dhoni             |

### Player of the Match
Als Player of the Match wurden die folgenden Spieler ausgezeichnet.
| Spiel  | Player of the Match |
| ------ | ------------------- |
| 1. ODI | Yuvraj Singh        |
| 2. ODI | Ravi Rampaul        |
| 3. ODI | MS Dhoni            |